# Eduard Kreyßig
Eduard Wilhelm Christian Kreyßig (Eichelsachsen, 30 agosto 1830 – Magonza, 11 marzo 1897) è stato un ingegnere e architetto tedesco.
Dal 1864 al 1896 fu il pianificatore della nuova città di Magonza.

## Biografia
Eduard Kreyßig era il terzo figlio del funzionario forestale granducale dell'Assia, Georg Heinrich Kreyßig e di sua moglie Caroline. Studiò con diversi teologi e poi per due anni in una scuola di Darmstadt. Dall'autunno 1843 alla primavera del 1848, frequentò il liceo a Büdingen e superò l'esame di immatricolazione. Successivamente interruppe gli studi presso l'Università di Gießen, è torno nella casa paterna continuando a studiare da autodidatta. Dalla primavera del 1851 frequentò la scuola commerciale di Darmstadt. Nel novembre del 1852, affrontò l'"esame speciale", di fronte alla direzione degli edifici di Darmstadt, prerequisito per ottenere il posto di ufficiale distrettuale ma ottenendo uno "scarso". Quando lo ripeté, nell'autunno dell'anno successivo, ottenne un "buono". Dopo un altro anno di studio presso la scuola commerciale di Darmstadt, specialmente in ornato, entrò nel servizio civile dell'Assia granducale nell'ottobre 1854. Come accessor edile, lavorò nel distretto di Biedenkopf con il costruttore distrettuale Philipp Billhardt, principalmente nel settore dell'ingegneria civile, ad esempio nella regolamentazione dell'Eder e nella costruzione di ferrovie. Nel 1855/1856 lavorò nel distretto di Erbach-Michelstadt sotto l'architetto distrettuale Conrad Schredelsecker, prima di tornare a Biedenkopf per altri cinque anni. Durante questo periodo furono costruite due chiese, diverse scuole e due prigioni. Acquisì anche esperienza nella regolamentazione del corso dei fiumi e nella costruzione di strade e ponti. Dal 1861 al 1865 fu a Bensheim presso l'architetto di contea Johann Christian Horst. Kreyßig fu il direttore dei lavori della chiesa protestante di Bensheim (secondo i progetti dell'architetto distrettuale Georg August Mittermayer e Horst, terminati nel 1863) a Lampertheim e del municipio di Nordheim (secondo i progetti di Horst, completato intorno al 1864). 

Cippo in memoria di Eduard Kreyssig

Dopo la morte dell'architetto cittadino Joseph Laské di Magonza, nel 1863, fu proposto come candidato alla sua successione. Vennero scelti quattro dei 14 candidati: Franz Joseph Usinger (1829-1908), il direttore ad interim dell'autorità edile, che ritirò la sua candidatura, C. Wetter, che in seguito lavorò ad Aschaffenburg, Ludwig Bohnstedt e Kreyßig, che vennero presentati nella riunione del consiglio comunale del novembre 1864 che decise per la sua elezione. Nel febbraio del 1865, assunse l'incarico di capomastro di Magonza, inizialmente per cinque anni in via di prova. I suoi compiti erano la pianificazione e la gestione della costruzione dei nuovi edifici urbani e l'implementazione della manutenzione delle costruzioni, la costruzione di nuove strade e la produzione di approvvigionamento idrico, la supervisione delle rive del Reno e dei porti, la cura dei cimiteri e dei giardini, la supervisione dei vigili del fuoco e dei sistemi di illuminazione e l'ispezione dei nuovi edifici privati. Inizialmente non ebbe compiti di costruzione importanti, dovendosi occupare solo di lavori di manutenzione e riparazione. Ciò gli lasciò il tempo per un viaggio di studio alla Fiera mondiale del 1867 a Parigi, dove vide la trasformazione della capitale francese da parte di Georges-Eugène Haussmann. Ciò ebbe un impatto duraturo sulla sua carriera. Si allontanò dal neogotico e i suoi edifici successivi mostrarono elementi neorinascimentali e neobarocchi. Dopo la ripresa economica, alla fine della guerra franco-prussiana, la regolamentazione del Reno e l'espansione della città portarono molti nuovi ordini per edifici urbani e privati. 
In occasione dell'espansione della città, Kreyßig ricevette la Croce di I classe dell'Ordine di Filippo il Magnanimo nel 1877. Nel 1883 gli fu conferito il titolo onorifico di Baurat e la medaglia per i servizi relativi al suo lavoro in seguito alle inondazioni nel 1882/1883. La medaglia d'oro per l'arte e la scienza seguì nel 1887. Dopo una lunga permanenza nell'incarico, nel 1886, si ritirò e divenne consigliere di costruzione segreto con pieno stipendio.
Kreyßig sposò Louise Großmann (1832-1902) nel 1857 e ebbe quattro figlie e un figlio. Morì l'11 marzo 1897 a Magonza e fu sepolto nel Cimitero principale di Magonza. 
Nella nuova città nel 1898 gli venne dedicata una strada ed eretto un monumento, nel 1904, nel giardino al centro della Kaiserstrasse da lui progettata.

## Opere
Tra sue opere più importanti si ricordano il piano di sviluppo della nuova città di Magonza per la quale progettò strade, palazzi e un edificio religioso, realizzando otto diversi progetti per la costruzione della Neustadt di Magonza. Il suo ultimo progetto fu probabilmente la Christuskirche realizzata nella nuova città di Magonza.

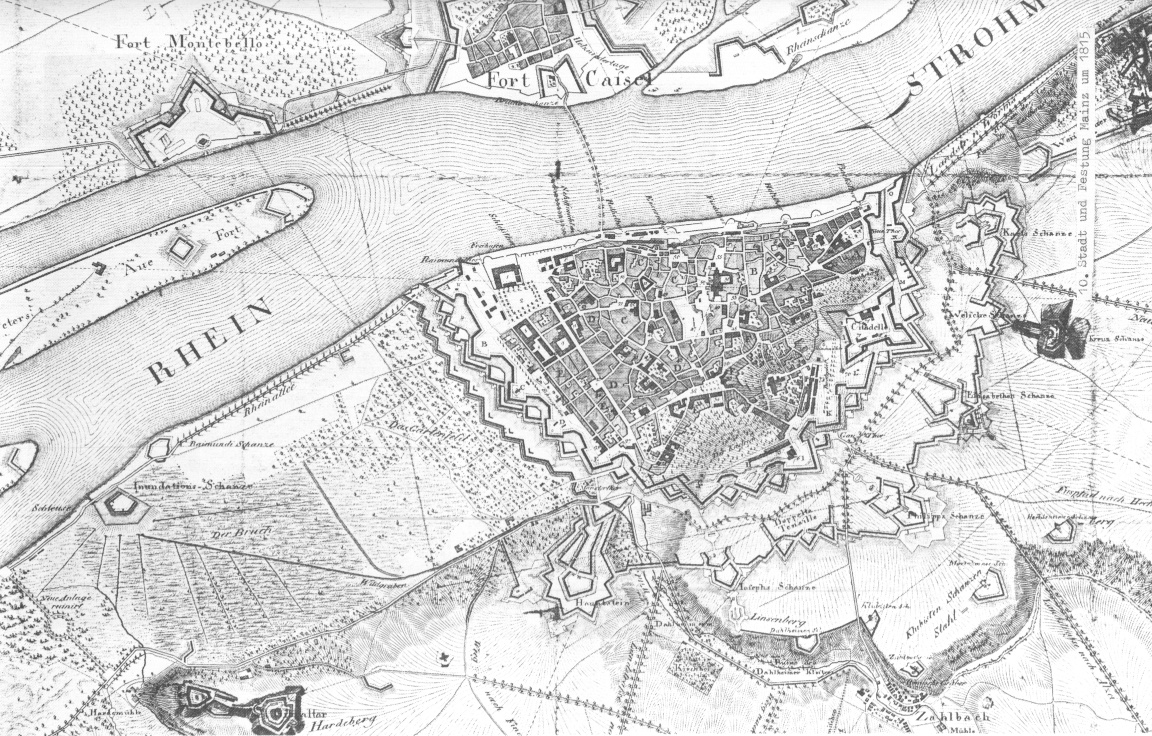
Magonza prima dell'espansione della città (1815)
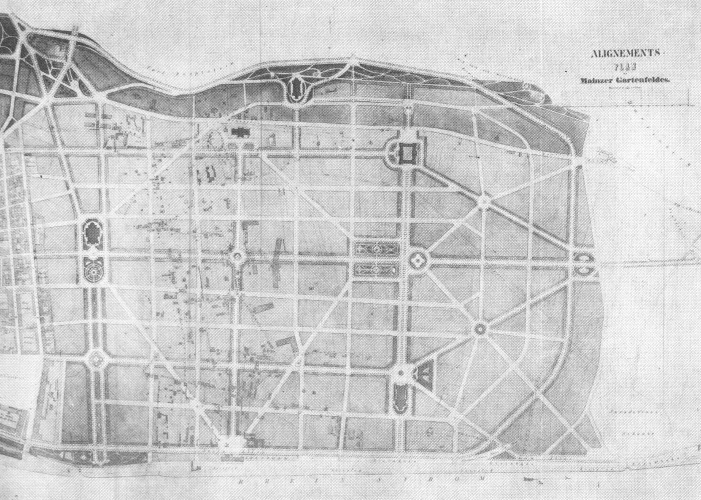
Piano di sviluppo 1869
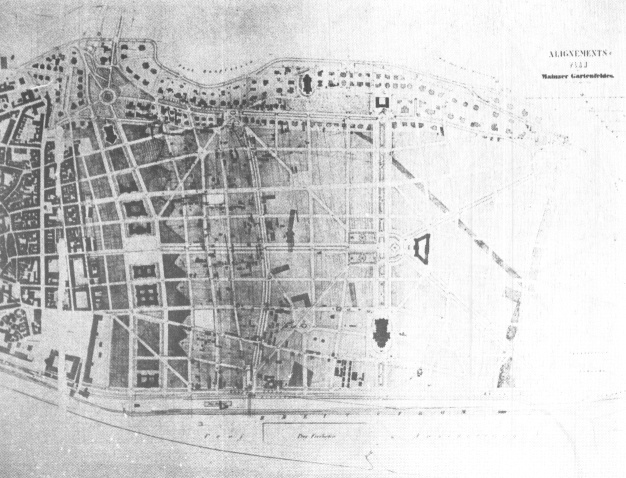
Piano di sviluppo 1872
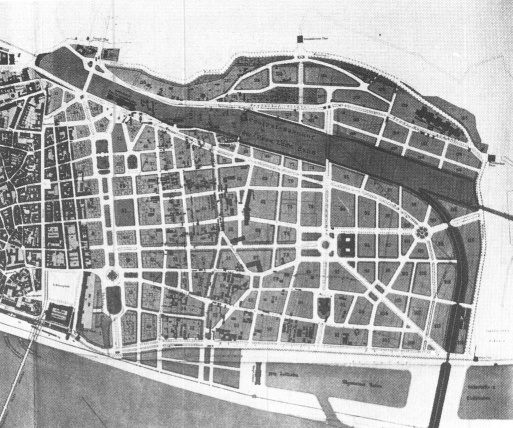
Piano di sviluppo 1877
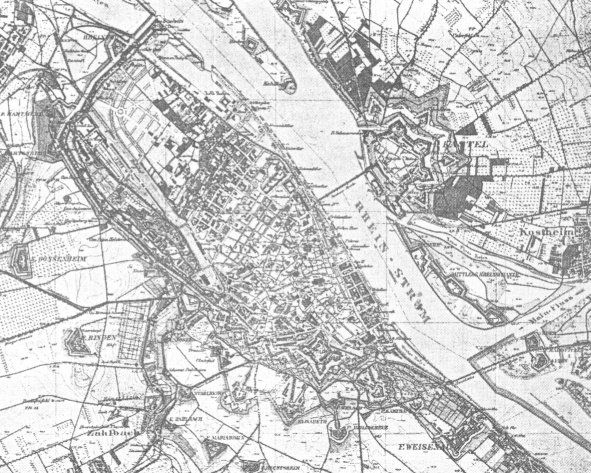
Magonza dopo l'espansione della città (1890)
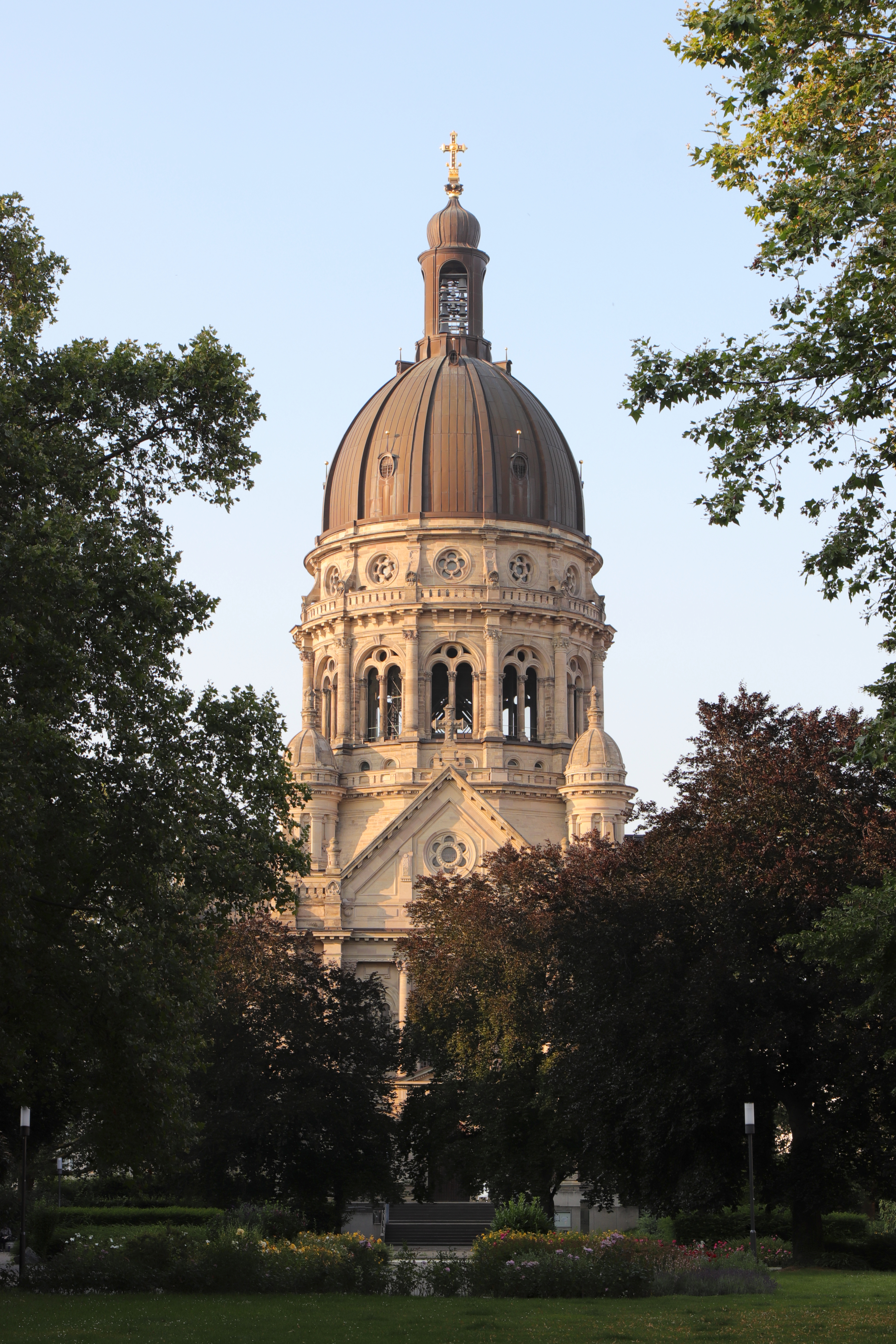
La chiesa di Cristo (Christuskirche)